# Adelaide Clemens
Adelaide Clemens (Brisbane, 30 novembre 1989) è un'attrice australiana.

## Biografia
Inizia la sua carriera di attrice nel 2006 recitando in alcune serie televisive australiane tra cui Blue Water High. L'anno successivo interpreta Harper nella serie televisiva della Showtime Love My Way e viene candidata ai Logie Awards nella categoria "miglior promessa". Nel 2009 interpreta piccoli ruoli nella serie televisiva All Saints e nel film X-Men le origini - Wolverine e nello stesso anno diventa il volto della campagna pubblicitaria dei gioielli di Jan Logan. Si trasferisce a Los Angeles e appare nella serie americana Lie to Me.
Nel 2012 interpreta Valentine nella miniserie britannica scritta da Tom Stoppard Parade's End e ottiene anche il ruolo di protagonista in Silent Hill: Revelation 3D, mentre nel 2013 recita a fianco di Leonardo DiCaprio nel film Il grande Gatsby.

## Filmografia

### Cinema
- X-Men le origini - Wolverine (X-Men Origins: Wolverine), regia di Gavin Hood (2009)
- At the Tattooist, regia di Sophie Miller - cortometraggio (2010)
- Wasted on the Young, regia di Ben C. Lucas (2010)
- Vampire, regia di Shunji Iwai (2011)
- Certainty, regia di Peter Askin (2011)
- Camilla Dickinson, regia di Cornelia Moore (2012)
- Generation Um..., regia di Mark Mann (2012)
- No One Lives, regia di Ryūhei Kitamura (2012)
- Silent Hill: Revelation 3D, regia di Michael J. Bassett (2012)
- Il grande Gatsby (The Great Gatsby), regia di Baz Luhrmann (2013)
- The World Made Straight , regia di David Burris (2013)
- Parer's War, regia di Alister Grierson (2014)
- I'll find you (2019)

### Televisione
- Blue Water High – serie TV, episodio 2x05 (2006)
- Il tesoro delle Fiji (Pirate Islands: The Lost Treasure of Fiji) – serie TV, 13 episodi (2007)
- Love My Way – serie TV, 8 episodi (2007)
- Out of the Blue – serie TV, episodio 1x37 (2008)
- Dream Life, regia di Scott Otto Anderson – film TV (2008)
- All Saints – serie TV, episodio 12x13 (2009)
- The Pacific – miniserie TV, 1 puntata (2010)
- Lie to Me – serie TV, episodio 3x02 (2010)
- Parade's End – miniserie TV, 5 puntate (2012)
- Rectify – serie TV, 30 episodi (2013-2016)
- Tommy - serie TV, 12 episodi (2020)
- In nome del cielo (Under the Banner of Heaven) – miniserie TV, 7 puntate (2022)

## Riconoscimenti
- Logie Awards 2008 – Candidatura come miglior promessa per Love My Way

## Doppiatrici italiane
Nelle versioni in italiano delle opere in cui ha recitato, Adelaide Clemens è stata doppiata da:
- Veronica Puccio ne Il tesoro delle Fiji
- Sabine Cerullo in No One Lives
- Gemma Donati in Silent Hill: Revelation 3D
- Domitilla D'Amico in Parade's End
- Isabella Benassi in Rectify
- Valentina Favazza in In nome del cielo